# Katie Leung
Katie Liu Leung (Motherwell, 1987. augusztus 8.–) skót film, televízió és színpadi színésznő.
Ő játszotta Cho Changot, Harry Potter első szerelmét a Harry Potter filmsorozatban. 2012-ben Leung debütált a Vadhattyúk című színdarabban. 2021-ben megjelent Arcane sorozatból Caitlyn-nek adta az angol szinkronhangját. Leung a festészet és a fényképészet iránt érdeklődött, míg végül művészetet és formatervezést tanult a londoni Művészeti Egyetemen.

## Gyermekkora
Leung Motherwellben (Észak-Lanarkshire) született. A Dél-Lanarkshire-i Hamilton gimnáziumba járt iskolába. Hongkongi származású; apja, Peter Leung hongkongi üzletember, aki Glasgow-ban alapított céget, édesanyja, Kar Wai Li hongkongi bankár. Szülei Leung hároméves korában elváltak.

## Filmográfia

### Film
| Év   | Magyar cím                               | Eredeti cím                                   | Szerep    | Magyar hang     | Rendező         |
| ---- | ---------------------------------------- | --------------------------------------------- | --------- | --------------- | --------------- |
| 2005 | Harry Potter és a Tűz Serlege            | Harry Potter and the Goblet of Fire           | Cho Chang | Tamási Nikolett | Mike Newell     |
| 2007 | Harry Potter és a Főnix Rendje           | Harry Potter and the Order of the Phoenix     | Cho Chang | Tamási Nikolett | David Yates     |
| 2009 | Harry Potter és a Félvér Herceg          | Harry Potter and the Half-Blood Prince        | Cho Chang | Tamási Nikolett | David Yates     |
| 2011 | Harry Potter és a Halál ereklyéi 2. rész | Harry Potter and the Deathly Hallows - Part 2 | Cho Chang | Tamási Nikolett | David Yates     |
| 2017 | T2 Trainspotting                         | T2 Trainspotting                              | nővér     | Tamási Nikolett | Danny Boyle     |
| 2017 | Az idegen                                | The Foreigner                                 | Fan Quan  | Tamási Nikolett | Martin Campbell |
| 2021 | Karantén meló                            | Locked Down                                   | Natasha   | Vági Viktória   | Doug Liman      |

### Televízió

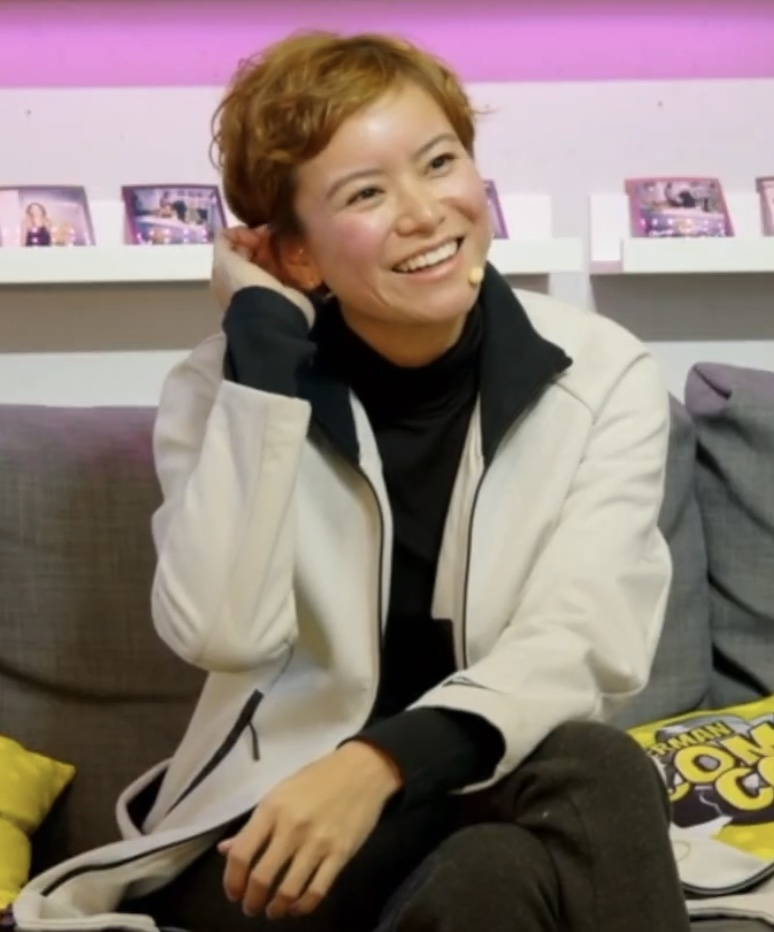
2020-ban

| Év    | Magyar cím              | Eredeti cím              | Szerep                    | Megjegyzések                  |
| ----- | ----------------------- | ------------------------ | ------------------------- | ----------------------------- |
| 2008  | Agatha Christie: Poirot | Agatha Christie's Poirot | Hsui Tai                  | 1 epizód                      |
| 2013  | Futás                   | Run                      | Ying                      | minisorozat (4 epizód)        |
| 2014  | Brown atya              | Father Brown             | Jia-Li Gerard             | 1 epizód                      |
| 2014  |                         | One Child                | Mei Ashley                | minisorozat (3 epizód)        |
| 2018  |                         | Strangers                | Lau Chen                  | mini-sorozat (8 epizód)       |
| 2019  |                         | Chimerica                | Liuli                     | minisorozat (4 epizód)        |
| 2019  | Múmin-völgyi kalandok   | Moominvalley             | Too-Ticky (hangja)        | animációs sorozat (1-2. évad) |
| 2020  |                         | The Nest                 | Eleanor                   | mini-sorozat (5 epizód)       |
| 2020  |                         | Roadkill                 | Margaret Moore            | minisorozat (3 epizód)        |
| 2021– |                         | Annika                   | Blair Ferguson            | főszereplő                    |
| 2021– |                         | Arcane                   | Caitlyn Kiramman (hangja) | főszereplő                    |
| 2022– | A periféria             | The Peripheral           | Ash                       | főszereplő                    |
| 2023  |                         | The Chemistry of Death   | Maggie Cassidy            | 1. évad (3 epizód)            |

### Színház
| Év   | Cím                                                                                         | Szerep     | Helyszín                                      |
| ---- | ------------------------------------------------------------------------------------------- | ---------- | --------------------------------------------- |
| 2012 | Wild Swans                                                                                  | Jung Chang |                                               |
| 2013 | The World of Extreme Happiness                                                              | Sunny      | Nemzeti színház, London                       |
| 2015 | You For Me For You                                                                          | Junhee     | Royal Court színház: Jerwood Theatre Upstairs |
| 2016 | The Intelligent Homosexual's Guide to Capitalism and Socialism with a Key to the Scriptures | Sooze      | Hampstead színház, London                     |
| 2017 | Snow in Midsummer                                                                           | Dou Ti     | Swan színház, Stratford-upon-Avon             |
| 2019 | White Pearl                                                                                 | Sunny      | Royal Court színház, London                   |

## Díjai
2006
- Outstanding Newcomer díj, Asian Excellence Awards (Top 4)
- Young Scots-díj (jelölve)

2007
- Skócia legstílusosabb nője[9]
- No. 80 on the Cosmogirl's Hot 100 List[10]

2008
- A legjobb csók-jelölt 2008-as MTV Movie Awards USA-ban (Daniel Radcliffe)[11]

2014
- BAFTA Breakthrough Brits 2014[12]